# Episodi di The Starter Wife (prima stagione)
La prima stagione della serie televisiva The Starter Wife, composta da 6 episodi, è stata trasmessa negli Stati Uniti dal 31 maggio 2007 al 28 giugno 2007 sul canale televisivo USA Network.
In Italia è andata in onda dal 4 settembre 2008 al 9 ottobre 2008, ogni giovedì alle ore 21:00, su Mya, canale a pagamento della piattaforma Mediaset Premium.
In chiaro, la prima stagione è stata trasmessa dal 4 luglio 2009 al 18 luglio 2009, ogni sabato alle ore 16:00, su Canale 5.
| nº | Titolo originale   | Titolo italiano     | Prima TV USA   | Prima TV Italia   |
| -- | ------------------ | ------------------- | -------------- | ----------------- |
| 1  | Premiere - Part I  | Spietata Hollywood  | 31 maggio 2007 | 4 settembre 2008  |
| 2  | Premiere - Part II | Invito a cena       | 31 maggio 2007 | 11 settembre 2008 |
| 3  | Hour 3             | La scomparsa di Lou | 7 giugno 2007  | 18 settembre 2008 |
| 4  | Hour 4             | L'ultima lettera    | 14 giugno 2007 | 25 settembre 2008 |
| 5  | Hour 5             | Colpo di scena      | 21 giugno 2007 | 2 ottobre 2008    |
| 6  | Finale - Hour 6    | L'abito rosso       | 28 giugno 2007 | 9 ottobre 2008    |

## Spietata Hollywood
- Titolo originale: Premiere - Part I
- Diretto da:
- Scritto da:

### Trama
Molly Kagan si considera una donna realizzata con una vita quasi perfetta: un'adorabile figlia, un ricco marito produttore cinematografico e tante conoscenze ottenute dall'alta posizione sociale occupata dalla sua famiglia.
Alla vigilia del suo 10º anniversario però il marito la chiama per telefono e le comunica l'intenzione di divorziare: gli "amici" ricchi incominciano a evitarla costringendola a cambiare la vita sociale che si era costruita.
Molly si trasferisce così a Malibù, dove grazie alle vecchie amicizie che non l'hanno mai abbandonata proverà a ricostruirsi una vita.

## Invito a cena
- Titolo originale: Premiere - Part II
- Diretto da:
- Scritto da:

### Trama
Molly scopre che il marito l'ha lasciata perché si era invaghito di una donna aspirante attrice molto più giovane di lei, così decide di invitare a cena Lou, un collega di suo marito che aveva mostrato apprezzamenti su di lei.
Ma alla cena Lou non si presenta.

## La scomparsa di Lou
- Titolo originale: Hour 3
- Diretto da:
- Scritto da:

### Trama
Visto che Lou ha disertato la sua cena, Molly decide di dare spazio a un uomo conosciuto sulla spiaggia: Sam, un uomo che non ha un lavoro fisso, né una dimora fissa.
Nel frattempo però scopre che Lou è scomparso, apparentemente sembra un suicidio, ma la polizia sospetta che possa essere stato anche rapito e/o ucciso; la stessa Molly scoprirà un indizio che sembra ricondurre proprio a Sam.

## L'ultima lettera
- Titolo originale: Hour 4
- Diretto da:
- Scritto da:

### Trama
La polizia indaga sulla scomparsa di Lou e Sam è il principale indiziato, proprio a causa degli "indizi" notati da Molly. Ma Molly in realtà è pienamente convinta dell'innocenza di Sam, convinzione che si trasforma in certezza quando riesce a ritrovare Lou.
Lou non si era ucciso ma aveva finto un suicidio; per scagionare Sam, Lou affida una lettera che annuncia il suicidio a Molly, che dovrà fingere di averla ricevuta settimane prima.

## Colpo di scena
- Titolo originale: Hour 5
- Diretto da:
- Scritto da:

### Trama
Alla cerimonia per la sua scomparsa, Lou si ripresenta e svela a tutti che è ancora vivo, cogliendo l'occasione di riprendersi il posto occupato da Kevin, licenziandolo.
Molly nel frattempo continua la sua storia con Sam, che gli rivela parte del suo passato (ovvero di aver ucciso un suo amico mentre era alla guida ubriaco), ma sembra non esser destinata a durare a lungo.
Infatti quando gli amici di Molly organizzano una cena per conoscere meglio Sam, le differenze tra i due vengono palesemente a galla e Molly finisce col riavvicinarsi a Lou.

## L'abito rosso
- Titolo originale: Finale - Hour 6
- Diretto da:
- Scritto da:

### Trama
Molly si ritrova a dover scegliere se iniziare una relazione passionale con Sam o stabilirsi con Lou ritornando nel mondo del lusso. Ma alla fine non sceglierà nessuno dei due uomini e deciderà di rimanere nello status di divorziata.
Tuttavia, alla fine dell'episodio, viene mostrata la situazione un anno dopo: Molly sta celebrando il suo compleanno e sembra pronta per iniziare una relazione con Sam.